# Sokół Pniewy
Sokół Pniewy – polski klub piłkarski z siedzibą w Pniewach.

## Sukcesy
- 10. miejsce w I lidze – 1993/1994, 1994/1995

## Historia
Początki klubu związane są z Pniewskim Klubem Sportowym (PKS) założonym wiosną 1945 roku. Na czele pierwszego zarządu stanął Andrzej Borowiec. W 1948 roku, drużyna PKS przystąpiła do POZPN i do rozgrywek w klasie C, a już w następnym roku awansowała do klasy B. W 1950 roku, PKS zgłosił akces do ZS (Zrzeszenie Sportowe) "Spójnia" przyjmując jednocześnie jego nazwę, a w 1953 roku do nowo powstałego ZS "Start" jako koło nr 219 przy Spółdzielni Inwalidów "Postęp" w Pniewach. W 1956 roku nastąpiła likwidacja koła, a na jego miejsce, jesienią tego samego roku, działacze pniewscy utworzyli LZS (Ludowy Zespół Sportowy) Sokół.
Drużyna piłkarska Sokoła musiała rozpocząć od nowa w rozgrywkach klasy C. Trwało to aż do sezonu 1981/82, w którym to drużyna pniewska zadebiutowała po latach w klasie B. Awans do klasy A, uzyskano po sezonie 1988/89. Po roku - już pod szyldem KS "Sokół-Elektromis"- drużyna walczyła w klasie okręgowej i uzyskała dalszy awans. Sezon 1991/92 Sokół spędził w III lidze i po barażach z Gwardią Koszalin wywalczył awans do II ligi. W rezultacie intensywnej pracy i różnego rodzaju zabiegów organizacyjnych (w tym transferów znanych piłkarzy) zespół Sokoła-Elektromisu już po roku awansował wraz z Wartą Poznań do I ligi. Przez dwa lata - w sezonie 1993/94 jako TS (Towarzystwo Sportowe) "Tygodnik Miliarder", a w sezonie 1994/95 jako KS Sokół SA. - drużyna z Pniew występowała w I lidze, zajmując w niej dwa razy 10. pozycję. W sezonie 1993/94 królem strzelców I ligi został Zenon Burzawa.
Przed inauguracją nowego sezonu dokonano fuzji z GKS Tychy, drużynę przeniesiono do Tychów, gdzie występowała początkowo pod nazwą Sokół Pniewy w Tychach a następnie, od 9 stycznia 1996 jako Sokół Tychy, natomiast Pniewy reprezentowała drużyna rezerwowa, grająca w IV lidze. Sokół Tychy został wycofany z rozgrywek po 26. kolejce sezonu 1996/97 l ligi.

### Pozycje ligowe
| Sezon   | Liga                                       | Pozycja | Punkty | Bramki | Uwagi                |
| ------- | ------------------------------------------ | ------- | ------ | ------ | -------------------- |
| 1991/92 | III liga (grupa Wielkopolska)              | 1       | 44     | 67:16  | awans                |
| 1992/93 | II liga (grupa I)                          | 2       | 49     | 54:25  | awans                |
| 1993/94 | I liga                                     | 10      | 33     | 41:40  |                      |
| 1994/95 | I liga                                     | 10      | 32     | 33:43  |                      |
| 1995/96 | I liga (fuzja z GKS Tychy)                 | 18      | 21     | 18:67  | spadek               |
| 1996/97 | IV liga (grupa Poznań)                     | 4       | 55     | 65:44  |                      |
| 1997/98 | IV liga (grupa Poznań, Gorzów Wlkp., Piła) | 7       | 62     | 78:42  |                      |
| 1998/99 | IV liga (grupa Poznań, Gorzów Wlkp., Piła) | 17      | 20     | 40:89  | spadek               |
| 1999/00 | Liga okręgowa (grupa Poznań)               | 4       | 45     | 42:33  |                      |
| 2000/01 | Liga okręgowa (grupa Poznań)               | 2       | 63     | 63:31  |                      |
| 2001/02 | Liga okręgowa                              | ?       | ?      | ?:?    | awans                |
| 2002/03 | IV liga (grupa wielkopolska północ)        | 7       | 45     | 50:43  |                      |
| 2003/04 | IV liga (grupa wielkopolska północ)        | 4       | 58     | 55:33  |                      |
| 2004/05 | IV liga (grupa wielkopolska północ)        | 3       | 61     | 69:33  |                      |
| 2005/06 | IV liga (grupa wielkopolska północ)        | 13      | 32     | 40:53  |                      |
| 2006/07 | IV liga (grupa wielkopolska północ)        | 8       | 44     | 56:52  |                      |
| 2007/08 | IV liga (grupa wielkopolska północ)        | 7       | 44     | 45:30  | spadek               |
| 2008/09 | IV liga (grupa wielkopolska północ)        | 2       | 66     | 52:19  |                      |
| 2009/10 | IV liga (grupa wielkopolska północ)        | 9       | 39     | 40:34  |                      |
| 2010/11 | IV liga (grupa wielkopolska północ)        | 12      | 29     | 38:45  | spadek               |
| 2011/12 | Klasa Okręgowa (grupa Poznań zachód)       | 1       | 65     | 99:26  | awans                |
| 2012/13 | IV liga (grupa wielkopolska północ)        | 11      | 37     | 41:56  |                      |
| 2013/14 | IV liga (grupa wielkopolska północ)        | 14      | 28     | 42:88  | spadek               |
| 2014/15 | Klasa Okręgowa (grupa Poznań zachód)       | 10      | 34     | 57:45  |                      |
| 2015/16 | Klasa Okręgowa (grupa Poznań zachód)       | 5       | 49     | 71:39  |                      |
| 2016/17 | Klasa Okręgowa (grupa Poznań zachód)       | 3       | 60     | 76:23  |                      |
| 2017/18 | Klasa Okręgowa (grupa Poznań zachód)       | 1       | 59     | 81:29  | awans                |
| 2018/19 | IV liga (grupa wielkopolska)               | 17      | 39     | 45:94  | spadek               |
| 2019/20 | V liga (grupa wielkopolska I)              | 14      | 11     | 15:32  |                      |
| 2020/21 | V liga (grupa wielkopolska II)             | 14      | 40     | 55:65  | spadek               |
| 2021/22 | Klasa okręgowa (grupa wielkopolska II)     | 1       | 67     | 94:37  | awans                |
| 2022/23 | V liga (grupa wielkopolska II)             | 14      | 29     | 49:62  |                      |
| 2023/24 | V liga (grupa wielkopolska I)              | 12      | 27     | 46:82  |                      |
| 2024/25 | V liga (grupa wielkopolska I)              | 13      | 28     | 46:73  | wycofanie po sezonie |

| Oznaczenie kolorami |
| ------------------- |
| I poziom ligowy     |
| II poziom ligowy    |
| III poziom ligowy   |
| IV poziom ligowy    |
| V poziom ligowy     |
| VI poziom ligowy    |
| VII poziom ligowy   |